# Rhyacophila clara
Rhyacophila clara là một loài Trichoptera trong họ Rhyacophilidae. Chúng phân bố ở miền Cổ bắc.